# Dave Pell
Dave Pell (26 de febrero de 1925-8 de mayo de 2017) fue un clarinetista, oboista y saxofonista estadounidense de jazz, nacido en Brooklyn, Nueva York. 

## Historial
Tras varias formaciones amateurs, firma su primer contrato profesional con la banda de Bob Astor (1941), donde conoce a Tony Pastor, en cuya banda toca en 1944, antes de instalarse en California, pasar dos años en la banda de Bob Crosby e incorporarse, en 1947 a la de Les Brown, con quien permanece varias temporadas. En 1953 crea su propio grupo, "The Dave Pell's Octet", uno de los iconos del West Coast jazz, que estará en activo hasta el primer tercio de los años 1960. Colaboran con él, músicos como Marty Paich, Shorty Rogers, Jerry Fielding, y Bill Holman.
Pell se retira, entonces, de la escena del jazz y se centra en sus actividades de estudio (publicó varios discos con Liberty Records) y en producciones de Hollywood. Reaparecerá en 1978 con el grupo "Prez Conference" y, a partir de 1984 reedita su octeto, con Lennie Niehaus. Continuará su relación con el cine, realizando la banda sonora de películas de Clint Eastwood y Burt Reynolds, pero ya no dejará su grupo hasta poco antes de su fallecimiento.